# 創造亞當
《創造亞當》 是米開朗基羅創作的西斯汀小堂天頂畫《創世紀》的一部分，創作於1511至1512年間的文藝復興全盛期。這幅壁畫描繪的是《聖經·創世紀》中上帝創造人類始祖亞當的情形，按照事情發展順序是創世紀天頂畫中的第四幅。作為世界名畫之一，後世出現了許多《創造亞當》的仿作。

## 內容
畫中右側穿著飄逸長袍的白鬍鬚老者是上帝，亞當則位於畫面左側，通身赤裸。上帝的右臂舒張開來，生命之火從他的指頭中傳遞給了亞當，而後者則以同樣的方式舒展左臂，含蓄地指出人類是按照上帝的模樣來創造的。關於上帝周圍的形象有許多臆測，例如抱著上帝左臂的可能是夏娃，但也有可能是聖母瑪利亞，或者可能只是一個單純的女性天使。

### 解读
1990年，美國印第安納州安德森的一位醫生在《美國醫學會雜誌》（署名Frank Meshberger, M.D.）上撰文稱上帝周圍的形象實際上是一副人腦解剖圖。其中包括端腦的腦溝、腦幹、額葉、基底動脈、腦下垂體和視交叉。
除去大腦說外，也有藝術史學家認為上帝的紅袍正好形成了一個人類子宮，飄飛的綠色緞帶則可能是代表臍帶。

## 來源
米開朗基羅畫中亞當形象可能是來自一個雕有奧古斯都騎著摩羯的多彩寶石浮雕，這個浮雕現藏於英國諾森伯蘭郡阿尼克城堡。這件藝術品原本是道明·格里曼尼樞機的藏品，他在米開朗基羅繪製《創造亞當》時正好住在羅馬，且有證據顯示二人頗有交情。但也有說法稱亞當的形象實際上是來自於洛倫佐·吉貝爾蒂同名作品中的亞當。此外，米開朗基羅的關於上帝與亞當互相向對方伸出手臂的創作靈感也許是來自中世紀聖詩《輕叩心扉之門》（Veni Creator Spiritus）。

## 流行文化

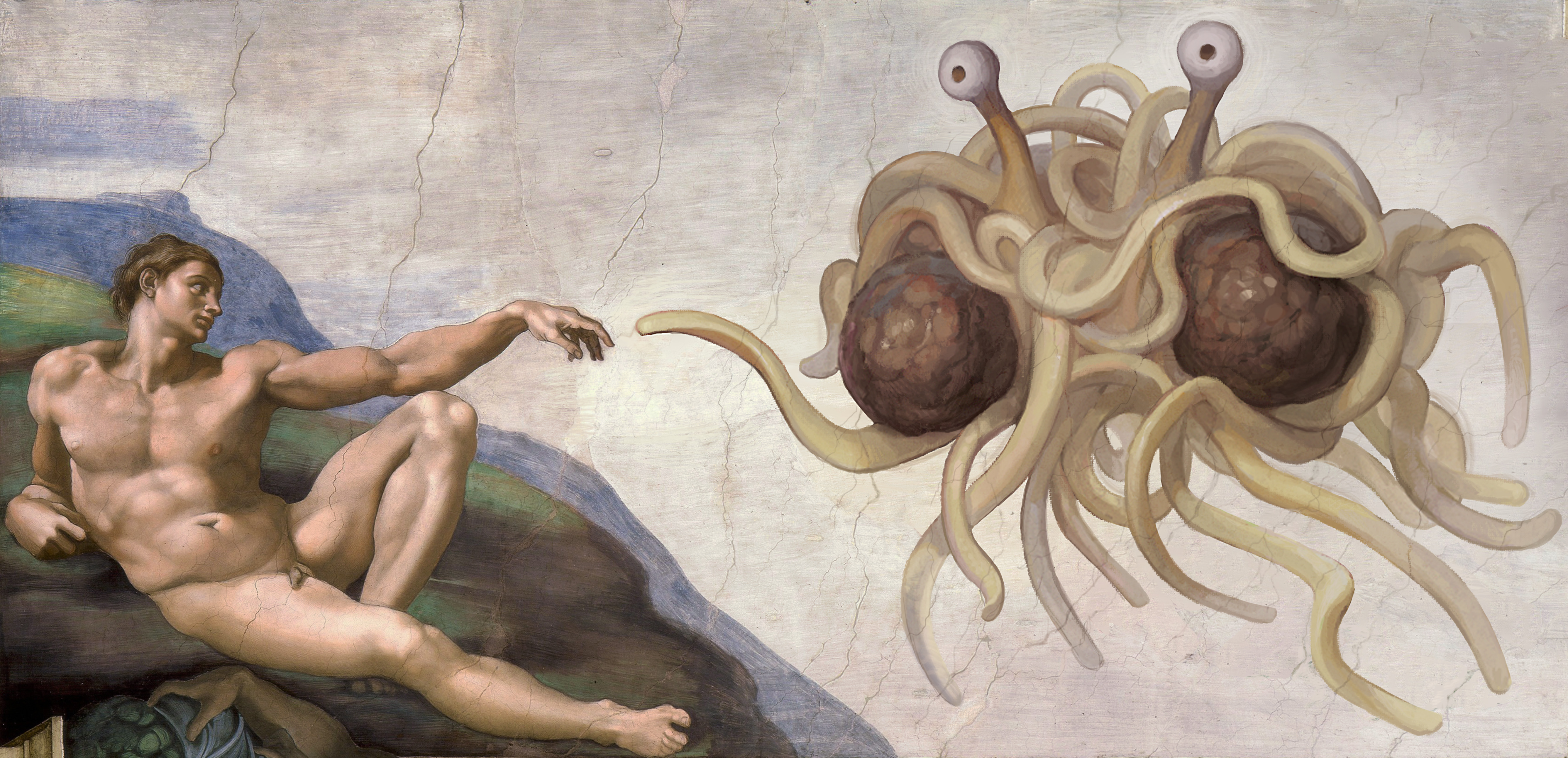
“被祂面条般的附肢触碰”（Touched by His Noodly Appendage），尼克拉斯·简森（Niklas Jansson）作，飞行面条怪物的标志之一

作為最出名的藝術作品之一，《創造亞當》有眾多的仿作，較著名者包括約翰·阿爾文為《E.T.外星人》所繪的海報。《辛普森一家》、《布偶大電影》、《芝麻街》和《發展受阻》等許多影視作品中也可以見到這幅畫的身影。頑強的D的專輯《搖滾之神》的封面和《冒牌天神》的电影海报也是《創造亞當》的戲仿。
2005年8月，瑞典设计师尼克拉斯·简森（Niklas Jansson）创作了一副「可以在出版物及我能想到的其他范围内随意使用」的图画，恶搞了米开朗琪罗的名作《创世纪》中的一幅作品《创造亚当》，用飞行面条怪替换了耶和华的位置。这幅恶搞画作已经成为信仰的标志。

## 外部連結
- 维基共享资源上的相關多媒體資源：The Creation of Adam
- Models of wax and clay used by Michelangelo in making his sculpture and paintings （页面存档备份，存于）